# Байбуза (герб)
Байбуза (пол. Bajbuza, Baybuza) — шляхетський герб русько-татарського походження.

## Історія
Перша згадка герба 1590 р. у татарина Грибуновича, у хрещенні Михайла Байбузи.

## Опис
У червоному полі срібна стріла в стовп вістрям додолу, що пробиває голову золотої змії, обвитої навколо неї, та три срібні гриби на долу в позиції 2:1; намет червоний, підбитий золотом.

## Роди
Амброжевичі (Амброзевичі) (Ambrożewicz), Байбузи (Bajbuza, Baybuza), Бенькунські (Beńkuński), Войничі (Wojnicz), Грибуновичі (Hrybunowicz), Костровські (Kostrowski), Стрибуновичі (Strybunowicz).

## Відомі представники
- Михайло Байбуза — боярин черкаський.
- Семен Байбуза (нар. не пізніше 1619 року) — брацлавський войський, керівник козацької хоругви на 100 кіннотників, син Михайла Байбузи[2][3].
- Степан Байбуза — наказний полковник уманський.
- Тихін Байбуза — гетьман реєстрових козаків (1597—1598), син Михайла Байбузи.

## Різновиди герба
- Амброжевич
- Бєнкунські